# Rafael Mateos
Rafael Mateos Pérez (23 febbraio 1976) è un ex ciclista su strada spagnolo.
Nel 2003 è stato squalificato per sei mesi dopo essere stato trovato positivo a un corticosteroide.

## Palmarès

### Strada
- 1998 (Dilettanti, una vittoria)

G.P. Ricardo Otxoa
- 1999 (Dilettanti, tre vittorie)

Trofeo Javier Luquin
Prueba San Juan
Premio Ayuntamiento de Leioa

#### Altri successi
- 2003 (iBanesto.com)

2ª tappa Vuelta a Castilla y León (Venta de Baños > Venta de Baños, cronosquadre)

## Piazzamenti

### Grandi Giri
- Giro d'Italia

2001: ritirato (7ª tappa)
- Tour de France

2000: ritirato (6ª tappa)
- Vuelta a España

2000: ritirato (15ª tappa)

### Classiche monumento
- Milano-Sanremo

2003: 161º
- Giro delle Fiandre

2000: ritirato
2003: ritirato
- Parigi-Roubaix

2000: ritirato
2003: ritirato
- Giro di Lombardia

2002: ritirato